# Jozef Thoelen
Jozef (Jef) Thoelen (Hoeselt, 17 mei 1922 - Leuven, 18 augustus 1991) was een Belgisch CVP-politicus.
Jozef Thoelen werd geboren als zoon van Pierre Thoelen, die burgemeester was van Hoeselt van 1947 tot en met 1952. Hij doorliep zijn middelbare school in Asse, studeerde rechten aan de KU Leuven en zou later tevens naar het voorbeeld van zijn vader voor de CVP het burgemeestersambt van zijn gemeente Hoeselt opnemen, van 1971 tot en met 1983. Hij was vooral verbonden aan de vakbondsvleugel (ACV) van de toenmalige CVP. Onder zijn auspiciën werd het Industrieterrein in Hoeselt aangelegd, de nieuwe sociale wijk rondom de Morlotlaan gebouwd, en Cultureel Centrum Ter Kommen in Hoeselt gebouwd en geopend in 1983.
In 1991 kwam hij te overlijden op aan een hartkwaal op 69-jarige leeftijd. Hij was vader van 4 kinderen, waaronder Piet Thoelen die tevens later schepen van Hoeselt werd.